# Chris Sununu

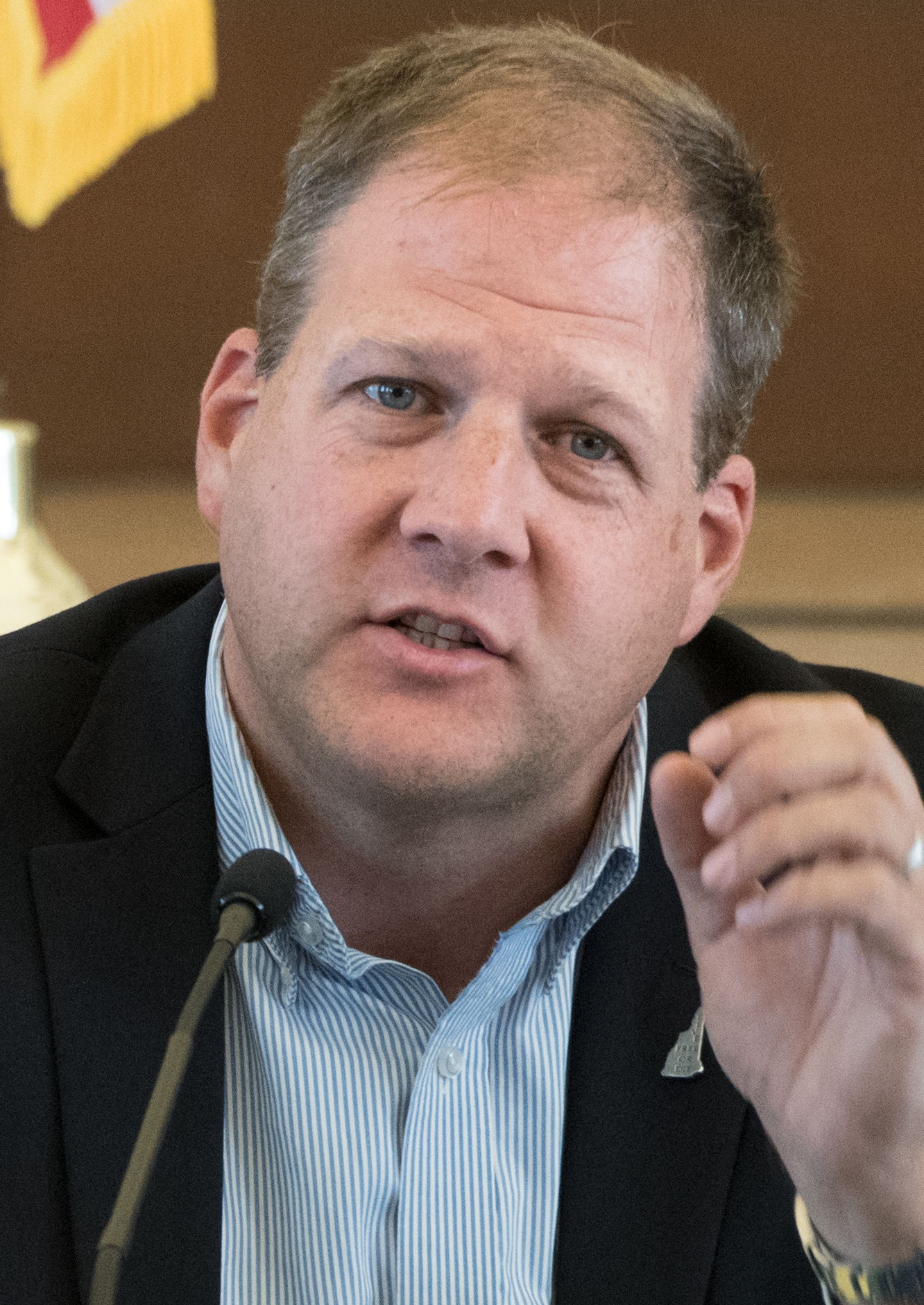
Chris Sununu (2017)

Christopher T. „Chris“ Sununu (* 5. November 1974 in Salem, New Hampshire) ist ein US-amerikanischer Politiker der Republikanischen Partei.

## Leben
Sein Vater ist der ehemalige Gouverneur von New Hampshire, John H. Sununu. Sein Bruder ist der frühere US-Senator John E. Sununu. Sununu studierte am Massachusetts Institute of Technology Ingenieurswesen. Bei den Gouverneurswahlen am 8. November 2016 in New Hampshire gewann er gegen den Demokraten Colin Van Ostern. Damit trat er die Nachfolge von Maggie Hassan an, die ihrerseits in den US-Senat gewählt worden ist. Am 5. Januar 2017 legte er den Amtseid ab und wurde damit offiziell neuer Gouverneur von New Hampshire. Im November 2018 wurde er mit 52,8 % zu 45,8 % der Stimmen gegen die Demokratin Molly Kelly im Amt bestätigt, ebenso im November 2020 gegen den Demokraten Dan Feltes mit 65,2 % zu 33,4 %. Im November 2022 trat er ebenfalls bei den Gouverneurswahlen an und gewann, diesmal gegen den Demokraten Tom Sherman, mit 57,1 % zu 41,6 %. Auf eine erneute Wiederwahl im Jahr 2024 verzichtete er, so dass er Anfang 2025 aus dem Amt schied. Kelly Ayotte wurde zu seiner Nachfolgerin gewählt.
Sununu ist verheiratet und hat drei Kinder.
Bei den Vorwahlen 2024 unterstützte er Nikki Haley.